# Florentino Zabalza Iturri
Dom Florentino Zabalza Iturri, OAR, (16 de outubro de 1924 – 12 de setembro de  2000), foi um bispo católico e Prelado Emérito da Prelazia de Lábrea.

## Vida
Zabalza Iturri iniciou seus estudos em sua cidade natal até ingressar no Colégio Apostólico San José em Artieda (Navarra), um dos seminários menores da Ordem dos Agostinianos Recoletos na Espanha. Decidindo-se pela vida religiosa, mudou-se para o Convento de Nuestra Señora de Valentuñana, em Sos del Rey Católico (Zaragoza). Entrou no noviciado em 7 de outubro de 1939; precisou esperar completar dezesseis anos, então terminou o noviciado e emitiu os votos em 21 de outubro de 1940, sendo acolhido na Província de Nossa Senhora da Candelária, com sede na Colômbia. Também estudou Filosofia em Sos del Rey Católico (1940-1943), e depois Teologia (1943-1947) entre a Colômbia e a República Dominicana. Fez sua profissão solene e incorporação definitiva a Ordem em 22 de outubro de 1945 em Bogotá, onde também foi ordenado diácono, em 1 de abril de 1945 por Dom Emilio de Brigard Ortiz, bispo-auxiliar de Bogotá.
Florentino foi ordenado padre no dia 20 de julho de 1947, em Manizales, Colômbia, por Dom Nicasio Balisa Melero, OAR, então Vigário Apostólico de Casanare. A partir daí, Pe. Florentino iniciou uma jornada de  dezessete anos como professor em seminários, liceus e centros de formação religiosa. Também trabalhou na reabilitação ou construção de infraestruturas, como a restauração da igreja paroquial de Ricaurte em Tumaco, a construção e ampliação do Colégio Agostiniano e a reabilitação da residência dos religiosos.
Em 1961, quando a Província Nossa Senhora da Consolação foi formada com parte dos religiosos e comunidades da Província Nossa Senhora da Candelária, Pe. Florentino foi designado para a nova Província. Assim, de 1964 a 1970, serviu em Cali, atendendo a Paróquia de San Judas Tadeo e o vicariato paroquial de Nuestra Señora de las Lajas. Dentro da Ordem, a partir da década de 1950, foi vice-prior de Suba, prior de Palmira, prior de Cali e, durante um ano, professor de religiosas professas. Em 1970, voluntariou-se para a missão brasileira de Lábrea, que pertencia à Província de Santa Rita, e meses depois foi nomeado como novo prelado.
Recebeu a ordenação episcopal no dia 28 de agosto de 1971, em Ribeirão Preto, das mãos do Arcebispo Bernardo José Bueno Miele, Dom Alquilio Alvarez Diez, OAR, Prelado de Marajó, e Dom Arturo Salazar Mejia, OAR.
João Paulo II aceitou sua renúncia ao munus episcopal no dia 12 de janeiro de 1994, motivada pelos problemas de saúde adquiridos na Amazônia. Voltou a Espanha, e fixou residência no Colégio Agostiniano no bairro La Estrella de Madrid. Faleceu no Hospital Nossa Senhora do Rosário das Irmãs da Caridade de Santa Ana, em Madrid, de uma complicação pulmonar.

## Ordenações episcopais
Dom Frei Florentino Zabalza Iturri foi concelebrante da ordenação episcopal de:
- Dom Moacyr Grechi, O.S.M.
- Dom Geraldo Lyrio Rocha
- Dom José Luis Azcona Hermoso, O.A.R.
- Dom Francisco Javier Hernández Arnedo, O.A.R.
- Dom Jesús Moraza Ruiz de Azúa, O.A.R.